# Dušan Kojić
Dušan Kojić "Koja" (ćirilica Душан Којић Која)  (Beograd, 14. lipnja 1961.) srpski je basist, pjevač i tekstopisac. Vođa je srpskog alternativnog rock sastava Disciplin A Kitschme (poznatog prije kao Disciplina kičme). Glazbeni žanrovi su mu bili avangardni rock, alternativni rock, rock, pop i funk, blues.
Koja se 1980. priključuje sastavu Milana Mladenovića „Limunovo drvo“. Nakon nekoliko promjena postave, sastav se ustaljuje kao trio (pored pomenutih, tu je i bubnjar Ivica Vdović), a sastav mijenja naziv u Šarlo akrobata. Nakon raspada Šarla, Koja osniva sastav Disciplinu kičme krajem 1981. godine.

## Diskografija

### Sa Šarlo akrobatom

#### Singlovi
- "Mali čovek" / "Ona se budi" (1981.)

#### Studijski albumi
- Bistriji ili tuplji čovek biva kad... (1981.)

#### Kompilacijski albumi
- Paket aranžman (1980.) - s Električnim orgazmom i Idolima

#### Drugi nastupi
- Svi marš na ples! (1981.)

### S Disciplinom kičme

#### Albumi
- Sviđa mi se da ti ne bude prijatno (Helidon, 1983.)
- Svi za mnom! (Helidon, 1986.)
- Najlepši hitovi! (PGP RTB, 1987.) - Uživo
- Zeleni Zub na planeti dosade (PGP RTB, 1989.)
- Nova iznenađenja za nova pokolenja (PGP RTB, 1991.)
- I Think I See Myself On CCTV (Babaroga Records, 1996.) - kao londonska Disciplin A Kitschme
- Heavy Bass Blues (Babaroga Records, 1998.) - kao londonska Disciplin A Kitschme
- Ove ruke nisu male 1... (Tom Tom Music, 1999.)
- Refresh Your Senses Now! (Babaroga Records, 2001.) - kao londonska Disciplin A Kitschme
- Ove ruke nisu male 2... (Tom Tom Music, 2004.)
- Kada kažeš muzika, na šta tačno misliš, reci mi? (PGP RTS, 2007.)

#### EP (mini albumi)
- Ja imam šarene oči (Dokumentarna, 1985.)
- Dečja pesma (PGP RTB, 1987.)
- Have You Ever Heard Of Any Other Rhythm? (Babaroga Records, 1996.) - kao londonska Disciplin A Kitschme
- Do Not! / Oh Why? (Babaroga Records, 1997.) - kao londonska Disciplin A Kitschme
- Političari + Virusi (Tom Tom Music, 2005.)

#### Singlovi
- Buka u modi / Buka u modi (remiks) (PGP RTB, 1990.)

### Solo projekti
- Prijateljstvo zanat najstariji (1991.) - EP
- Kako je propao rokenrol (1989.) - s Vladom Divljanom i Srđanom Gojkovićem
- Beogradska prevara! (2001.)
- Kao da je bilo nekad...(posvećeno Milanu Mladenoviću) (2002.) - sa sastavom Nova Moćna Organizacija

## Vanjske poveznice
- Pameti se mora doći odmah - intervju („Politika“, 11. studenog 2011.)